# Pierre Krebs
Pour les articles homonymes, voir Krebs.
Pierre Krebs, né le 20 décembre 1946 à Alger, est un universitaire, essayiste franco-allemand, rattaché au courant de la Nouvelle Droite. Depuis son installation en Allemagne au début des années 1980, il est considéré comme l'une des figures majeures du courant de la Neue Kultur.

## Biographie
Il étudie la philosophie et le droit à l’université de Montpellier et le journalisme à l’École supérieure de journalisme de Paris, puis la sociologie et la science politique à la Sorbonne. Après s'être installé en Allemagne, il étudie à l'université de Göttingen, puis devient chargé de cours à l'université de Cassel. En 1992, il soutient une thèse de doctorat en littérature française, portant sur « Paul Valéry face à Richard Wagner » à l'université Paris XII.
Au milieu des années 1960, il milite au sein du courant national-européen, avec Dominique Venner, en participant au Mouvement nationaliste du progrès, puis en animant le Rassemblement européen de la liberté dans le Languedoc. Il est ensuite l'un des fondateurs du GRECE (« Nouvelle Droite »), et participe à la revue Éléments.
En 1980, il fonde à Cassel (Allemagne) le Thule-Seminar (« Séminaire Thulé »), un cercle de Nouvelle Droite, qu'il anime jusqu'à aujourd'hui. Sa production est publiée principalement en allemand.
Le 9 décembre 2018, il participe à la « Table ronde » de l'association Terre et Peuple à Paris, intitulée « Les Blancs ont-ils un avenir ? ». Le 9 mars 2019, il prononce une allocution au congrès « Europe : le réveil ou la mort », organisé à Genève par le mouvement Résistance Helvétique. Tomislav Sunic et Robert Steuckers ont participé eux aussi à ce congrès.

## Thèses
Dans son livre Combat pour l'essentiel, il dénonce les fondements idéologiques du multiculturalisme et développe un contre-modèle, celui de l'hétérogénéité des peuples.

## Ouvrages
En français
- Du plus loin des mots, Paris, Éditions Saint-Germain-des-Prés, coll. « La Poésie, la vie », 1978.
- Paul Valéry face à Richard Wagner : mesure de la proximité, étendue de la fascination, envergure du désespoir, Peter Lang, 2000.
- Combat pour l'essentiel, Pan-Europa, 2002.
- « La destinée impériale de l'Europe. Werner Best et la conception völkisch révolutionnaire », in: Tabou, no 21, Akribeia, Saint-Genis-Laval, 2008, p. 162-197.
- [avec Robert Steuckers et Pierre-Émile Blairon], Guillaume Faye, cet esprit-fusée : hommages et vérités, Diffusion du Lore, 2019, 160 p.  (ISBN 978-2-35352-541-6).

En allemand
- Das unvergängliche Erbe: Alternativen zum Prinzip der Gleichheit, Grabert, 1981.
- Die europäische Wiedergeburt : Aufruf zur Selbstbesinnung, Grabert-Verlag, 1982.
- Strategie der kulturellen Revolution, Burkhart Wecke, 1987.
- Mut zur Identität: Alternativen zum Prinzip der Gleichheit, VGFK, 1988.
- Das Thule-Seminar: Geistesgegenwart der Zukunft in der Morgenröte des Ethnos, Weeck, 1994.
- Im Kampf um das Wesen, Weecke, 1996.
- Das Ahnenrad der Moderne: Ein Porträt des Verlages Ahnenrad der Moderne, Kassel, Ahnenrad der Moderne, 2008
- Rassenhumanismus - Der Weltpolyphonie zuliebe ein metapolitischer Kompass, Kassel, Ahnenrad der Moderne, 130 p.
- Was tun? Ein Vademecum der Reconquista. Rassenhumanismus versus Transmenschismus, Ahnenrad der Moderne, 2016, 76 p.
- Brich los, Furor teutonicus!, Kassel, Ahnenrad der Moderne, 2017, 63 p.  (ISBN 978-3-935562-33-1)
- Fangt die Rebellen und macht sie mundtot!, Kassel, Ahnenrad der Moderne, 2018, 264 p.